# マリー、もうひとつの人生
『マリー、もうひとつの人生』（マリーもうひとつのじんせい、La Vie d'une autre）は2012年のフランス・ベルギー・ルクセンブルク合作のロマンティック・コメディ映画。監督はシルヴィー・テステュー、出演はジュリエット・ビノシュとマチュー・カソヴィッツなど。運命の男性と出会って一夜を共にした翌朝、目覚めると15年先の世界にタイムスリップしてしまっていた女性を描いている。原作はフレデリック・デゲルの小説『La Vie d’une autre』。
日本では劇場未公開だが、2014年2月2日にWOWOWで放送された。

## ストーリー
マリーは26歳の誕生日に出会った漫画家志望の青年ポールと恋に落ち、一夜を共にする。幸せな気持ちで朝を迎えると、そこは見覚えのない豪華マンションのベッドルームだった。戸惑うマリーは、今日がポールと出会った日から15年後の2011年の誕生日であり、既にポールと結婚し、2人の間に生まれた幼い1人息子アダムと3人で暮らしていることを知る。マリーは慌てながらも何とかその生活に適応しようと奮闘するが、41歳になったマリー本人にも、15年の間に大きな変化があった。マリーはポールの父ディミトリの会社で大成功を収め、やり手の女性経営者として「女帝」とまで言われる存在になっていたのである。しかしその一方で家庭よりも仕事を優先し、かつての親友フロランスとは絶縁、実家とも疎遠、更には会社の部下と不倫関係にあり、夫ポールに離婚を言い出していた。自分自身のあまりの変化に愕然としつつも、マリーはポールの愛を取り戻そうとし、ポールも15年前に出会った当時のままのマリーを受け入れようとするが、5年前の彼女の裏切りをどうしても許せない。マリーはポールとの離婚を受け入れ、ディミトリからロンドン支社を任されることになる。マリーはポールにこれまでの15年間を忘れて欲しいと涙ながらに詫び、改めてポールへの愛を告白する。その夜、マリーとポールは激しく愛し合う。

## キャスト
- マリー・スペランスキー: ジュリエット・ビノシュ - 15年間の記憶をなくした女性。
- ポール・スペランスキー: マチュー・カソヴィッツ - マリーの夫。漫画家。
- ジャンヌ: オーレ・アッティカ（フランス語版） - ポールの仕事上のパートナーで恋人。
- ドゥニーズ・ボンタン: ダニエル・ルブラン（フランス語版） - マリーの母親。マリーと係争中。
- ディミトリ・スペランスキー: ヴァーノン・ドブチェフ - ポールの父親。裕福な実業家。
- アダム・スペランスキー: イヴィ・ダシャリー＝ル・ベオン - マリーとポールの1人息子。
- ヴォラン弁護士: フランソワ・ベルレアン - マリーの弁護士。ドゥニーズとの係争を担当。
- バブーシュカ・スペランスキー: マリー＝クリスティーヌ・アダム（フランス語版） - ポールの母親。
- マーク・スペランスキー: ニコラ・カルペンティエル（フランス語版） - ポールの弟。
- ジャック・ボンタン: アルベール・スピネー - マリーの父親。大事故で介護の必要な身体に。
- フロランス・マレルバ: ガエル・ボゴシアン - マリーのかつての親友。
- ジャン・ヴァンカール医師: ディディエ・レイモンド - ジャックの主治医。ドゥニーズの愛人。
- リタ: シルヴィー・エルベール - 家政婦。

## 作品の評価
アロシネによれば、フランスの20のメディアによる評価の平均点は5点満点中2.4点である。